# Campionati del mondo di atletica leggera 1991 - Marcia 20 km
La specialità della marcia 20 km dei campionati del mondo di atletica leggera 1991 si è svolta il 24 agosto con partenza ed arrivo sulla pista dello Stadio Olimpico di Tokyo, Giappone.
Maurizio Damilano ha migliorato il record dei campionati, che già gli apparteneva, di 1'08".

## Podio
| Pos.    | Atleta              | Nazionalità      | Tempo    |
| ------- | ------------------- | ---------------- | -------- |
| Oro     | Maurizio Damilano   | Italia           | 1h19'37" |
| Argento | Mikhail Shchennikov | Unione Sovietica | 1h19'46" |
| Bronzo  | Yevgeniy Misyulya   | Unione Sovietica | 1h20'22" |

## Situazione pre-gara

### Record
Prima di questa competizione il record del mondo (RM) e il record dei campionati (RC) erano i seguenti:
| Record                | Prestazione | Atleta                      | Data                                         | Competizione |
| --------------------- | ----------- | --------------------------- | -------------------------------------------- | ------------ |
| Record dei campionati | 1h20'45"    | Maurizio Damilano Italia    | 30 agosto 1987 Roma, Italia                  | Roma 1987    |
| Record mondiale       | 1h18'13"    | Pavol Blažek Cecoslovacchia | 16 settembre 1990 Hildesheim, Germania Ovest |              |

### Campioni in carica
I campioni in carica a livello mondiale e olimpico sono:
| Campione | Atleta                          | Prestazione | Data                                  | Competizione         |
| -------- | ------------------------------- | ----------- | ------------------------------------- | -------------------- |
| Olimpico | Jozef Pribilinec Cecoslovacchia | 1h19'57"    | 23 settembre 1988 Seul, Corea del Sud | Giochi olimpici 1988 |
| Mondiale | Maurizio Damilano Italia        | 1h20'45"    | 30 settembre 1987 Roma, Italia        | Mondiali 1987        |

### La stagione
Prima di questa gara, gli atleti con le migliori tre prestazioni dell'anno erano:
| Pos. | Atleta                               | Prestazione | Data                                     |
| ---- | ------------------------------------ | ----------- | ---------------------------------------- |
| 1    | Aleksandr Petrunin Unione Sovietica  | 1h18"58     | 17 febbraio 1991 Sochi, Unione Sovietica |
| 2    | Frants Kostyukevich Unione Sovietica | 1h19'05"    | 17 febbraio 1991 Sochi, Unione Sovietica |
| 3    | Yevgeniy Misyulya Unione Sovietica   | 1h19'13"    | 11 luglio 1991 Kiev, Unione Sovietica    |

## Risultati
| Posizione | Atleta                 | Nazionalità      | Tempo    | Note |
| --------- | ---------------------- | ---------------- | -------- | ---- |
| Oro       | Maurizio Damilano      | Italia           | 1h19'37" |      |
| Argento   | Mikhail Shchennikov    | Unione Sovietica | 1h19'46" |      |
| Bronzo    | Yevgeniy Misyulya      | Unione Sovietica | 1h20'22" |      |
| 4         | Giovanni De Benedictis | Italia           | 1h20'29" |      |
| 5         | Valentí Massana        | Spagna           | 1h20'29" |      |
| 6         | Robert Ihly            | Germania         | 1h20'52" |      |
| 7         | Walter Arena           | Italia           | 1h21'01" |      |
| 8         | Li Mingcai             | Cina             | 1h21'15" |      |
| 9         | Thierry Toutain        | Francia          | 1h21'22" |      |
| 10        | Robert Korzeniowski    | Polonia          | 1h21'32" |      |
| 11        | Axel Noack             | Germania         | 1h21'35" |      |
| 12        | Carlos Mercenario      | Messico          | 1h21'37" |      |
| 13        | Igor Kollár            | Cecoslovacchia   | 1h21'44" |      |
| 14        | Sándor Urbanik         | Ungheria         | 1h21'57" |      |
| 15        | Roman Mrazek           | Cecoslovacchia   | 1h22'03" |      |
| 16        | Ronald Weigel          | Germania         | 1h22'18" |      |
| 17        | Pavol Blažek           | Cecoslovacchia   | 1h22'34" |      |
| 18        | José Urbano            | Portogallo       | 1h23'09" |      |
| 19        | Héctor Moreno          | Colombia         | 1h23'27" |      |
| 20        | Nick A'Hern            | Australia        | 1h23'44" |      |
| 21        | Miguel Ángel Prieto    | Spagna           | 1h24'06" |      |
| 22        | Tim Berrett            | Canada           | 1h24'10" |      |
| 23        | Vladimir Ostrovskiy    | Israele          | 1h24'35" |      |
| 24        | Marcelo Palma          | Brasile          | 1h24'54" |      |
| 25        | Sérgio Galdino         | Brasile          | 1h25'20" |      |
| 26        | Artur Shumak           | Unione Sovietica | 1h25'22" |      |
| 27        | Ian McCombie           | Regno Unito      | 1h25'30" |      |
| 28        | Gyula Dudás            | Ungheria         | 1h25'52" |      |
| 29        | Bobby O'Leary          | Irlanda          | 1h29'28" |      |
| 30        | Stefan Johansson       | Svezia           | 1h29'47" |      |
| 31        | Tim Lewis              | Stati Uniti      | 1h30'55" |      |
| 32        | Santiago Fonseca       | Honduras         | 1h38'36" |      |
| —         | Joel Sánchez           | Messico          | dnf      |      |
| —         | Claudio Luiz Bertolino | Brasile          | dnf      |      |
| —         | Guillaume LeBlanc      | Canada           | dq       |      |
| —         | Daniel Plaza           | Spagna           | dq       |      |
| —         | Hirofumi Sakai         | Giappone         | dq       |      |